# NGC 6011
NGC 6011 is een spiraalvormig sterrenstelsel in het sterrenbeeld Kleine Beer. Het hemelobject werd op 16 maart 1785 ontdekt door de Duits-Britse astronoom William Herschel.

## Synoniemen
- UGC 10047
- MCG 12-15-16
- ZWG 338.17
- PGC 56008